# 保罗·古迪森
保罗·马丁·古迪森，MBE（1977年11月29日—），生于英国南约克郡设菲尔德，是一名效力于英国Ulley帆船俱乐部的专业帆船选手。在2008年夏季奥林匹克运动会中，他以63分净得分险胜。